# DeCSS

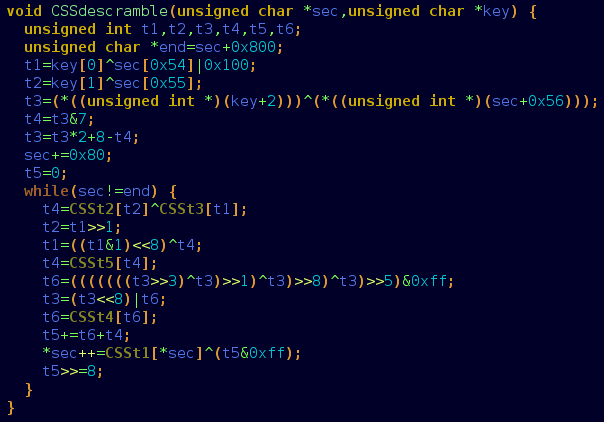
Przykładowy kod dekodera DeCSS

DeCSS – otwarte oprogramowanie umożliwiające odkodowanie płyt DVD-Video zabezpieczonych technologią szyfrowania CSS. Pierwotna wersja powstała w 1999 roku, a jego autorem był m.in. wtedy piętnastoletni, Norweg Jon Johansen. Jest ono powszechnie używane do odtwarzania filmów DVD w systemie GNU/Linux.
Ponieważ przez długi czas oprogramowanie DeCSS było nielegalne z punktu widzenia amerykańskiego prawa, Phil Carmody znalazł liczbę pierwszą, która reprezentowała binarną reprezentacje jednej z implementacji DeCSS. Liczba ta jest określana mianem nielegalnej liczby pierwszej.
W 1999 stowarzyszenie DVD Copy Control Association pozwało programistę Andrew Bunnera do sądu za opublikowanie pełnego kodu DeCSS na jego witrynie WWW. 2001 Sąd Apelacyjny Stanu Kalifornia uznał oprogramowanie DeCSS za legalne i nie naruszającego amerykańskiego prawa DMCA.